# 한국수상레저안전협회
한국수상레저안전협회(韓國水上레저安全協會, Korea Aqua leisure Safety Association, KASA)는 수상레저활동의 안전과 수상레저기구·시설에 관한 조사, 연구, 개발, 교육, 훈련 및 홍보, 보급을 통하여 수상레저활동과 관련 산업의 발전에 이바지하기 위하여 2011년 9월 28일 설립된 법정법인이다. 인천광역시 중구 인중로 178 4층 에 위치하고 있다.

## 설립 근거
- 수상레저안전법 제28조의2[1]

## 사업
- 수상레저안전 및 수상레저산업의 진흥을 위한 연구사업
- 조종면허시험 관리시스템 및 수상레저기구 등록시스템 개발을 위한 연구사업
- 조종면허시험․수상레저기구등록․안전검사․안전점검의 대행
- 수상레저 사업자 및 레저기구 사용자 등에 대한 인명구조교육․수상안전 교육 및 관련 장비․교재의 개발
- 수상레저안전법 또는 그 밖의 관련 법령에 따라 국가 또는 지방단체가 위탁하는 업무.
- 수상레저관련 보험․공제사업 및 사고대응을 위한 구조네트워크 구성 운영사업
- 수상레저기구 등록번호판 제작 및 관리업무대행
- 래프팅 가이드․인명구조요원 자격증 발급․검정에 관한 업무대행
- 수상레저기구의 안전에 관한 국제협약의 기술기준 연구 및 분석사업
- 외국 정부 또는 단체와의 기술 합작 및 협력사업
- 수상레저 청소년 체험 등 교육사업
- 수상레저 관련 교육프로그램 개발 및 보급사업
- 수상레저 안전․구조장비(레저용 전자해도 등) 연구개발․공인 및 보급사업
- 수상레저 구역 및 금지 구역 등 안전표시물․시설 설치와 관리사업
- 수상레저기구․시설위탁사업 등 마리나 안전관리사업
- 협회보유자산에 대한 임대사업
- 수상레저관련 국내외 회의․대회의 개최 및 참가
- 수상레저 안전관리를 위한 자율구조순찰(해양․강/내수면) 운영
- 기타 협회의 설립목적 수행을 위한 공익․봉사활동 등 협회장이 지정하는 사업

## 연혁
- 2011년 9월 28일 한국수상레저안전협회 창립식
- 2011년 9월 28일 최원이 초대회장 취임
- 2011년 10월 18일 수상레저기구 등록번호판 업무대행 (해양경찰청)
- 2011년 12월 29일 지정기부금단체 지정 (기획재정부 공고 제2011-261호)
- 2012년 4월 12일 수상레저기구 안전검사 대행기관 지정 (해양경찰청 제2012-3호)
- 2012년 9월 1일 1차 조종면허면제교육 시범운영 실시
- 2013년 2월 1일 수상안전교육 위탁기관 지정 (해양경찰청)
- 2013년 2월 21일 (사)한국수상레저안전협회 사무실 해양경찰청사내 이전
- 2013년 2월 22일 제2대 이상부 회장 취임
- 2013년 6월 27일 공직유관단체 지정 (안전행정부)
- 2014년 6월 30일 제3대 방인규 회장 취임
- 2015년 6월 15일 제4대 방인규 회장 연임
- 2016년 2월 18일 제5대 이화수 회장 취임
- 2018년 10월 15일 제6대 박창호 회장 취임(18.10.15 ~ '21.10.14)
- 2021년 10월 15일 제7대 민현주 회장 취임
- 2023년 8월 29일 제8대 김한수 회장 취임

## 조직
- 고문

### 한국수상레저안전협회장
- 부회장

#### 사무총장
- 감사
- 이사
- TF팀, 위원회
- 수상안전교육원
- 경영지원팀
- 안전관리팀
- 사업운영팀
- 교육훈련팀

## 지부
- 경기지부  지부장 이광일
- 부산지부  051-972-3872   지부장 김학철 010-3556-9575  사업본부장 김학로 010-3804-3862
- 경남지부 지부장 최해용
- 서부경남지부 지부장 윤웅주
- 전남지부
- 전북지부
- 충남옥천지부  지부장 이점석
- 충북지부
- 제주지부
- 인천지부 지부장 고근수

## 조종면허시험
모터로 추진하는 보트 또는 돛으로 항해하는 요트를 포함해 수상오토바이,모터보트등 출력5마력이상의 수상레저기구를 조종하려면 일반조종면허1급 또는 2급 또는 요트조종면허를 취득해야하는데 이러한 조종면허에대한 시험관리및 수상안전교육을 한국수상레저안전협회에서 시행하고있다.
또한 2016년 이후 수상레저안전법 제 7조에 의거하여 동력수상레저기구 조종면허 시험면제교육기관으로 지정된 부산지부는 이론 20시간 실기 16시간의 교육을 이수함으로써 해양경찰청의 조종면허증을 시험없이 발급받을 수 있는 기관으로써  서부산권의 수요자들에게 큰 역할을 하고 있다.     교육문의  051-972-3872    팩스 051-747-7242

## 동력수상레저기구 안전검사
수상레저안전법에서 규정하고 있는 레저용 보트, 수상오토바이, 고무보트, 모터보트, 요트등의 동력수상레저기구에 대한 신규, 정기, 변경등에 대한 안전검사기관으로 지정되어 있다. 한편, 공식 '수상레저종합정보'(imsm.kcg.go.kr)의 'Cyber공부방'에서는 문제은행방식의 공개문제700문항자료를 무료로 제공하고 있다.

## 같이 보기
- 해양경찰청